# Campeonato da Europa de Atletismo de 1958
A 6ª edição do Campeonato da Europa de Atletismo foi realizada de 19 a 24 de agosto de 1958 no Estádio Olímpico de Estocolmo, em Estocolmo, na Suécia. Foram disputadas 36 provas com 626 atletas de 26 nacionalidades. 

## Medalhistas

### Masculino
| Evento                                                                   | Ouro                                                                                  | Ouro         | Prata                                                                                          | Prata     | Bronze                                                                             | Bronze    |
| ------------------------------------------------------------------------ | ------------------------------------------------------------------------------------- | ------------ | ---------------------------------------------------------------------------------------------- | --------- | ---------------------------------------------------------------------------------- | --------- |
| 100 metros                                                               | Armin Hary (FRG)                                                                      | 10.3 CR      | Manfred Germar (FRG)                                                                           | 10.4      | Peter Radford (GBR)                                                                | 10.4      |
| 200 metros                                                               | Manfred Germar (FRG)                                                                  | 21.0         | David Segal (GBR)                                                                              | 21.3      | Jocelyn Delecour (FRA)                                                             | 21.3      |
| 400 metros                                                               | John Wrighton (GBR)                                                                   | 46.3 CR      | John Salisbury (GBR)                                                                           | 46.5      | Karl-Friedrich Haas (FRG)                                                          | 47.0      |
| 800 metros                                                               | Mike Rawson (GBR)                                                                     | 1:47.8       | Audun Boysen (NOR)                                                                             | 1:47.9    | Paul Schmidt (FRG)                                                                 | 1:47.9    |
| 1 500 metros                                                             | Brian Hewson (GBR)                                                                    | 3:41.9 CR    | Dan Waern (SWE)                                                                                | 3:42.1    | Ron Delany (IRL)                                                                   | 3:42.3    |
| 5 000 metros                                                             | Zdzisław Krzyszkowiak (POL)                                                           | 13:53.4 CR   | Kazimierz Zimny (POL)                                                                          | 13:55.2   | Gordon Pirie (GBR)                                                                 | 14:01.6   |
| 10 000 metros                                                            | Zdzisław Krzyszkowiak (POL)                                                           | 28:56.0 CR'  | Yevgeni Zhukov (URS)                                                                           | 28:58.6   | Nikolay Pudov (URS)                                                                | 29:02.2   |
| Maratona                                                                 | Sergei Popov (URS)                                                                    | 2:15:17.0 CR | Ivan Filin (URS)                                                                               | 2:20:50.6 | Frederick Norris (GBR)                                                             | 2:21:15.0 |
| 110 metros barreiras                                                     | Martin Lauer (FRG)                                                                    | 13.7 CR      | Stanko Lorger (YUG)                                                                            | 14.1      | Anatoly Mikhailov (URS)                                                            | 14.4      |
| 400 metros barreiras                                                     | Yuriy Lituyev (URS)                                                                   | 51.1         | Per-Ove Trollsås (SWE)                                                                         | 51.6      | Bruno Galliker (SUI)                                                               | 51.8      |
| 3 000 metros obstáculos                                                  | Jerzy Chromik (POL)                                                                   | 8:38.2 CR    | Semyon Rzhishchin (URS)                                                                        | 8:38.8    | Hans Huneke (FRG)                                                                  | 8:43.6    |
| 20 km marcha                                                             | Stan Vickers (GBR)                                                                    | 1:33:09.0    | Leonid Spirin (URS)                                                                            | 1:35:04.2 | Lennart Back (SWE)                                                                 | 1:35:22.2 |
| 50 km marcha                                                             | Yevgeniy Maskinskov (URS)                                                             | 4:17:15.4 CR | Abdon Pamich (ITA)                                                                             | 4:18:00.0 | Max Weber (GDR)                                                                    | 4:19:58.6 |
| 4×100 metros estafetas                                                   | Alemanha Ocidental · Walter Mahlendorf · Armin Hary · Heinz Fütterer · Manfred Germar | 40.2 CR      | Reino Unido · Peter Radford · Roy Sandstrom · David Segal · Adrian Breacker                    | 40.2      | União Soviética · Boris Tokarev · Edvin Ozolin · Yuriy Konovalov · Leonid Bartenev | 40.2      |
| 4×400 metros estafetas                                                   | Reino Unido · Ted Sampson · John MacIsaac · John Wrighton · John Salisbury            | 3:07.9 CR    | Alemanha Ocidental · Carl Kaufmann · Manfred Poerschke · Johannes Kaiser · Karl-Friedrich Haas | 3:08.2    | Suécia · Nils Holmberg · Hans Lindgren · Lennart Johnsson · Alf Petersson          | 3:10.7    |
| Salto em altura                                                          | Rickard Dahl (SWE)                                                                    | 2.12 m CR    | Jiří Lanský (TCH)                                                                              | 2.10 m    | Stig Pettersson (SWE)                                                              | 2.10 m    |
| Salto em comprimento                                                     | Igor Ter-Ovanesyan (URS)                                                              | 7.81 m CR    | Kazimierz Kropidłowski (POL)                                                                   | 7.67 m    | Henryk Grabowski (POL)                                                             | 7.51 m    |
| Salto com vara                                                           | Eeles Landström (FIN)                                                                 | 4.50 m CR    | Manfred Preussger (FRG)                                                                        | 4.50 m    | Vladimir Bulatov (URS)                                                             | 4.50 m    |
| Triplo salto                                                             | Józef Schmidt (POL)                                                                   | 16.43 m CR   | Oleg Ryakhovskiy (URS)                                                                         | 16.02 m   | Vilhjálmur Einarsson (ISL)                                                         | 16.00 m   |
| Lançamento do peso                                                       | Arthur Rowe (GBR)                                                                     | 17.78 m CR   | Viktor Lipsnis (URS)                                                                           | 17.47 m   | Jiří Skobla (TCH)                                                                  | 17.12 m   |
| Lançamento do disco                                                      | Edmund Piątkowski (POL)                                                               | 53.92 m CR   | Todor Artarski (BUL)                                                                           | 53.82 m   | Vladimir Trusenyev (URS)                                                           | 53.74 m   |
| Lançamento do dardo                                                      | Janusz Sidło (POL)                                                                    | 80.16 m CR   | Egil Danielsen (NOR)                                                                           | 78.27 m   | Gergely Kulcsár (HUN)                                                              | 75.25 m   |
| Lançamento do martelo                                                    | Tadeusz Rut (POL)                                                                     | 64.78 m CR   | Mikhail Krivonosov (URS)                                                                       | 63.78 m   | Gyula Zsivótzky (HUN)                                                              | 63.68 m   |
| Decatlo                                                                  | Vasili Kuznetsov (URS)                                                                | 7865 pts CR  | Uno Palu (URS)                                                                                 | 7329 pts  | Walter Meier (GDR)                                                                 | 7249 pts  |
| WR - recorde mundial; ER - recorde europeu; CR - recorde dos campeonatos |                                                                                       |              |                                                                                                |           |                                                                                    |           |

## Quadro de medalhas
| Ordem | País               | Medalha de ouro | Medalha de prata | Medalha de bronze | Total |
| ----- | ------------------ | --------------- | ---------------- | ----------------- | ----- |
| 1     | União Soviética    | 11              | 15               | 9                 | 35    |
| 2     | Polónia            | 8               | 2                | 2                 | 12    |
| 3     | Reino Unido        | 7               | 5                | 5                 | 17    |
| 4     | Alemanha Ocidental | 6               | 3                | 6                 | 15    |
| 5     | Suécia             | 1               | 2                | 3                 | 6     |
| 6     | Tchecoslováquia    | 1               | 2                | 1                 | 4     |
| 7     | Finlândia          | 1               | 0                | 0                 | 1     |
| 7=    | Roménia            | 1               | 0                | 0                 | 1     |
| 9     | Alemanha Oriental  | 0               | 2                | 4                 | 6     |
| 10    | Noruega            | 0               | 2                | 0                 | 2     |
| 11=   | Bulgária           | 0               | 1                | 0                 | 1     |
| 11=   | Iugoslávia         | 0               | 1                | 0                 | 1     |
| 11=   | Itália             | 0               | 1                | 0                 | 1     |
| 14    | Hungria            | 0               | 0                | 2                 | 2     |
| 15=   | França             | 0               | 0                | 1                 | 1     |
| 15=   | Islândia           | 0               | 0                | 1                 | 1     |
| 15=   | Suíça              | 0               | 0                | 1                 | 1     |
| 15=   | Irlanda            | 0               | 0                | 1                 | 1     |

## Participantes
De acordo com uma contagem não oficial, 629 atletas de 26 países participaram do evento, três atletas mais do que o número oficial de 626 como publicado.  Uma equipe alemã comum compreendendo atletas da Alemanha Oriental e Ocidental estava competindo. A atribuição dos atletas à Alemanha Oriental ou Ocidental foi realizada utilizando a base de dados da Deutsche Gesellschaft für Leichtathletik-Dokumentation 1990 e V. 
| - Áustria (15) - Bélgica (13) - Bulgária (8) - Checoslováquia (24) - Dinamarca (9) - Finlândia (29) - França (38) | - Alemanha (76) - Alemanha Oriental (25) - Alemanha Ocidental (51) - Grécia (14) - Hungria (22) - Islândia (9) - Irlanda (4) | - Itália (35) - Malta (1) - Países Baixos (21) - Noruega (25) - Polónia (49) - Portugal (1) - Roménia (7) | - União Soviética (68) - Espanha (7) - Suécia (48) - Suíça (23) - Turquia (5) - Reino Unido (55) - Iugoslávia (23) |